# Bobsleigh aux Jeux olympiques de 1994
Pour des articles plus généraux, voir Bobsleigh aux Jeux olympiques et Jeux olympiques d'hiver de 1994.
Navigation
Albertville 1992 Nagano 1998
Bobsleigh aux Jeux olympiques de 1994.

## Podiums
| Épreuves       | Médaille d'or                                                          | Médaille d'argent                                             | Médaille de bronze                                                   |
| -------------- | ---------------------------------------------------------------------- | ------------------------------------------------------------- | -------------------------------------------------------------------- |
| Bob à deux H   | Suisse Gustav Weder Donat Acklin                                       | Suisse Reto Götschi Guido Acklin                              | Italie Günther Huber Stefano Ticci                                   |
| Bob à quatre H | Allemagne Harald Czudaj Karsten Brannasch Olaf Hampel Alexander Szelig | Suisse Gustav Weder Donat Acklin Kurt Meier Domenico Semeraro | Allemagne Wolfgang Hoppe Ulf Hielscher Rene Hannemann Carsten Embach |

## Médailles
| Rang | Nations   | Médaille d'or | Médaille d'argent | Médaille de bronze | Total |
| ---- | --------- | ------------- | ----------------- | ------------------ | ----- |
| 1er  | Suisse    | 1             | 2                 | 0                  | 3     |
| 2e   | Allemagne | 1             | 0                 | 1                  | 2     |
| 3e   | Italie    | 0             | 0                 | 1                  | 1     |